# Андрей Ойштяну
Андрей Михайлович Ойштяну (рум. Andrei Oişteanu; нар.. 18 вересня 1948 року, Бухарест) — румунський історик-релігієзнавець, етнолог, антрополог культур, літературознавець. Спеціалізувався на історії релігій і менталітетів, дослідженні ритуалів та магічних обрядів у румунській народній культурі, а також дослідженню єврейської культури в Румунії і явища антисемітизму. Після революції 1989 року став широко відомий у світі завдяки статтями на тему Голокосту в Румунії.

## Життєпис
Народився Андрей Ойштяну 18 вересня 1948 року в Бухаресті в єврейській родині бессарабського походження. Батько — Михай Миколайович Ойгенштейн (рум. Mihai (Mişa) Oișteanu; 1916, Бєльці, Бессарабська губернія — 2003, Бухарест) — заступник міністра зв'язку в уряді Георге Георгіу-Дежа, професор кафедри історії міжнародного робітничого руху в Академії імені Штефана Георгіу. Мати — перекладачка Белла Ойштяну (уроджена Йосович). Брат американського поета-сюрреаліста Валерія Ойштяну (нар. 1943, Караганда), що пише англійською та румунською мовами.
У 1948—1954 роках жив з батьками в Чернівцях, потім сім'я репатріювалася до Румунії. Навчався в Бухарестському університеті, закінчивши гуманітарне відділення за спеціальністю «етнологія». В магістратурі вивчав сходознавство під керівництвом Сергіу Аль-Георге та Аміти Бхозе). Разом зі своїм братом Валерієм і музикантом Мірча Флоріаном грав у музичній групі «Ceata Melopoică», що виконувала народну та експериментальну музику.
1997 року він вступив до Центрально-європейського університету в Будапешті, де вивчав гебраїстику під керівництвом Моше Іделя і Майкла Зільбера. У 1997—1999 році отримав гранти на навчання в Єврейському університеті Єрусалиму і Міжнародному центрі дослідження антисемітизму імені Відаля Сассуна. В 2002 році отримав грант у Німеччині на дослідження з теми «Єврейська особистість і антисемітизм в Центральній і Східній Європі» від Інституту Гете. У 2005—2006 роках — лауреат гранту на дослідження з історії релігій Румунії від Нового Європейського коледжу.

## Роботи
- Grădina de dincolo. Zoosofia. Comentarii mitologice (Сад за світом. Зоософія. Міфологічні коментарі), Dacia Publishing House, Cluj, 1980 (second edition, Polirom Publishing House, Iași, 2012);
- Motive și semnificaţii mito-simbolice în cultura tradițională românească (Міфо-символічні мотиви і значення в румунській народній культурі), Minerva Publishing House, Bucharest, 1989;
- Cutia cu bătrâni (Ящик з людьми похилого віку), Preface by Dan C. Mihăilescu, Meta Publishing House, Bucharest, 1995 (second edition, Cartea Românească Publishing House, Bucharest, 2005; third edition, Polirom Publishing House, Iasi, 2012);
- Mythos & Logos. Studii și eseuri de antropologie culturală (Міфи і символи. Дослідження і виробництва з антропології культур), Nemira Publishing House, Bucharest, 1997 (second edition, 1998);
- Cosmos vs. Chaos. Myth and Magic in Romanian Traditional Culture (Космос проти Хаосу. Міфи і магія в румунській народній культурі), illustrated edition, Romanian Cultural Foundation Publishing House, Bucharest, 1999;
- Imaginea evreului în cultura română. Studiu de imagologie în context est-central european (Образ євреїв у румунській культурі. Імагологічні дослідження в центрально-східному європейському контексті), Humanitas Publishing House, Bucharest, 2001 (second edition, Humanitas, 2004; third edition, revised, enhanced and illustrated, Polirom Publishing House, Iași, 2012). The volume was awarded with five major prizes in Romania, Italy, Belgium and Israel;
- Das Bild des Juden in der rumänischen Volkskultur (Образ євреїв в румунській народній культурі), Hartung-Gorre Verlag, Konstanz, 2002;
- Jewish Identity and Antisemitism in Central and South-Eastern Europe (Єврейська особистість і антисемітизм в Центральній і Південно-Східній Європі), volume edited, foreworded and illustrated by Andrei Oișteanu, Goethe Institut, Bucharest, 2003;
- A Képzeletbeli Zsidó (Образ єврея), Kriterion Publishing House, Cluj, 2005;
- Ordine și Haos. Mit și magie în cultura tradiţională românească (Порядок проти Хаосу. Міфи і магія в румунській народній культурі), illustrated edition, Polirom Publishing House, Iași, 2004;
- Religie, politică și mit. Texte despre Mircea Eliade și Ioan Petru Culianu (Релігія, політика і міф. Тексти про Мірче Еліаде та Іоані Петру Куляну), Polirom Publishing House, Iași, 2007 (second edition, revised, enlarged, and illustrated, Polirom Publishing House, Iași, 2014);
- Il diluvio, il drago e il labirinto. Studi di magia e mitologia europea comparata (Потоп, дракон і лабіринт. Порівняльні дослідження європейської магії та міфології), A cura di Dan Octavian Cepraga e Maria Bulei, Postfazione di Dan Octavian Cepraga, Edizioni Fiorini, Verona, 2008;
- Inventing the Jew. Antisemitic Stereotypes in Romanian and Other Central-East European Cultures (Винаходячи єврея. Антисемітські стереотипи румунської та інших центрально-східних європейських культурах), foreword by Moshe Idel, Nebraska University Press, Lincoln & London, 2009. The author was awarded with the Prize «A. D. Xenopol» of the Romanian Academy (Bucharest, 2011) and the Prize B'c nai B'c rith Europe (Bruxelles, 2015) «for an intellectual who has contributed to the changing image of the Jew in society»;
- Konstruktionen des Judenbildes: Rumänische und Ostmitteleuropäische Stereotypen des Antisemitismus (Конструкція образу євреїв: румунські та центрально-східноєвропейські стереотипи про антисемітизм), Aus dem Rumänischen übersetzt von Larisa Schippel, Frank & Timme Verlag, Berlin, 2010;
- Narcotice în cultura română. Istorie, religie și literatură (Наркотики в румунській культурі. Історія, релігія і література), illustrated edition, Polirom Publishing House, Iași, 2010 (second edition, 2011; third edition, 2014; forth edition, revised, enlarged and illustrated, Polirom, 2019). The volume was awarded with the Special Prize of the Union of Writers from Romania;
- Les Images du Juif: Clichés antisémites dans la culture roumaine. Une approche comparative (Образи єврея: антисемітські кліше в румунській культурі. Компаративний підхід), Préface de Matei Cazacu, édition illustrée, Editions Non Lieu, Paris, 2013;
- Rauschgift in der rumaenischen Kultur: Geschichte, Religion und Literatur (Наркотики в румунській культурі: історія, релігія і література), Translated from Romanian by Julia Richter, Frank & Timme Verlag, Berlin, 2013;
- Andrei Oișteanu, Andrei Pleșu, Neagu Djuvara & Adrian Cioroianu, Evreii din România (Євреї в Румунії), Hasefer Publishing House, Bucharest, 2013;
- Sexualitate și societate. Istorie, religie și literatură (Сексуальність і суспільство: історія, релігія та література), Illustrated edition, Polirom Publishing House, Iaşi, 2016; Second edition, revised, enlarged and illustrated, Polirom, Iaşi, 2018. Author's Prize: «The Writers of the Year 2016»;
- L Immagine dell'uomo Ebreo: Stereotipi antisemiti nella cultura romena e dell'uomo Europa centro-orientale (Образ єврея: антисемітські стереотипи в румунському та центрально-східному європейському культурних контекстах), Collana di Studi Ebraici, Belforte Editore, Livorno, 2018;

## Нагороди
- Засновник і дослідник Інституту історії релігій в Бухаресті
- Член Румунської академії наук, член комісії з фольклору та етнології
- Член Міжнародного союзу етнологічних та антропологічних досліджень (Лондон)
- Президент Румунської асоціації історій релігій
- Професор кафедри гебраїстики Бухарестського університету[4]
- Член освітнього комітету Національного інституту з вивчення Голокосту в Румунії імені Елі Візеля[5]
- Член Європейської асоціації єврейських досліджень (Оксфорд)
- Кавалер ордена Зірки Румунії (2006)
- Командор ордена Зірки італійської солідарності (2005)